# Integrated injection logic

IILによるNOT回路（インバーター）の単純化された図

Integrated injection logic (IIL, I2L, or I2L) は、マルチプル・コレクタ・バイポーラジャンクショントランジスタ (BJT)で作られたデジタル回路の一種である 。
IILが登場したとき、TTLに匹敵する速度を持ち、CMOSに近い低消費電力性能であった。そのため、VLSI（あるいはそれより大きいLSI）で使用するのに理想的であった。IILを使うと、CMOSよりも論理ゲートをさらに小型に作ることができる。なぜなら、相補型トランジスタ（N型とP型のトランジスタを組み合わせたもの）が必要ないからである。
IILの電圧レベルは、非常に狭い（H: 0.7V 〜 L: 0.2V）けれども、IILは電圧の代わりに電流によって制御されるので、高い耐ノイズ性能を持つ。IILは、ジークフリート・K・ウィードマンとホースト・H・バーガーによって1971年に開発された。当初、彼らはそれを merged-transistor logic (MTL) と呼んでいた。このロジック・ファミリ (IIL) の欠点は、CMOSと違ってスイッチングを行なっていないときに論理ゲートが電力を消費することであった。
1980年代前半にCMOSが高速化されると、IILは衰退していった。

## 構造

IILのNORゲートは、2つの入力、2つの出力、そして、電流を注入するトランジスタのための1つの電圧入力を持つ

IILのインバーター（NOTゲート）は、PNPのベース接地の電流源トランジスタとNPNのエミッタ接地のオープンコレクタのインバータートランジスタで構成されている。シリコンウェハー上でこれらのトランジスタは併合されている（明確に2つに分かれていない）。インバータートランジスタへ供給される電流を制御するために小さな電圧（約1V）が電流源トランジスタのエミッタに供給されている。理論上、電流源トランジスタの代わりに抵抗器を使っても良いのだが、集積回路内のトランジスタは、集積回路内の抵抗器よりもはるかに小さいので、抵抗器の代わりにトランジスタが集積回路上の電流源として使われる。
IILのインバーター（NOTゲート）の出力はオープンコレクタなので、2つ以上のインバーターの出力を別のインバーターの入力に接続することによってワイヤードANDを実現できる。
インバータートランジスタのコレクタが1つしかないとき、出力のファンアウト（出力が接続できる入力の数）は、1である。しかしながら、インバータートランジスタにコレクタを追加することによって、ファンアウトを増やすこともできる（図のようにコレクタが2つあれば、ファンアウトは2になる）。
IILのゲートは、単一の配線層だけで非常に単純に構築することができる。
IIL回路をディスクリート部品（単体の部品）で実装する場合、マルチプル・コレクタの付いたNPNバイポーラトランジスタは、並列に接続された複数のディスクリート3端子NPNバイポーラトランジスタに置き換えることができる。並列に接続された複数のトランジスタのベースは集約して接続され、エミッターも同じく集約して接続される。複数のコレクタはお互いに接続しないで独立しており、出力を増やしている。
ディスクリート部品の抵抗器は、ディスクリート部品のトランジスタより小型で安価なので、インバータートランジスタのベースへ正電圧を供給する電流源トランジスタは、抵抗器に置き換えることができる。
同様に、併合された電流注入トランジスタ（電流源トランジスタ）とNPNインバータートランジスタを個別のディスクリート部品として実装することができる。

## 動作

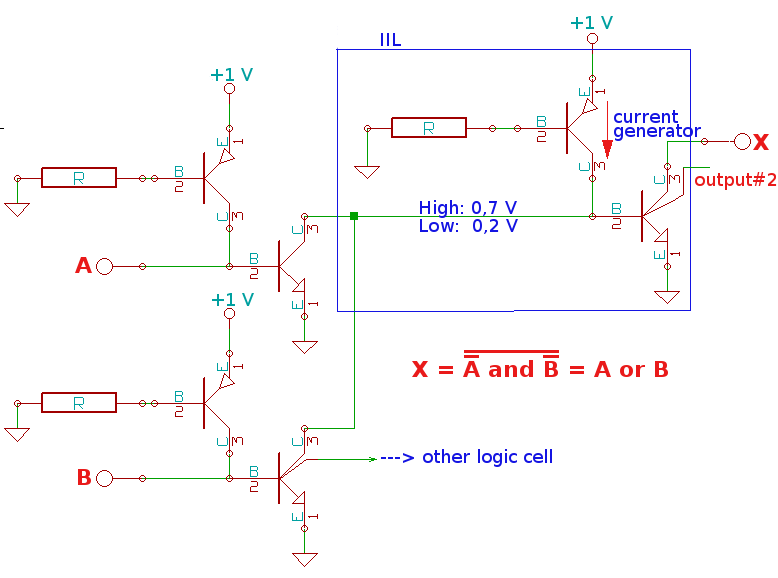
IIL回路の例。2つのIILインバーター出力が接続されてワイヤードANDを形成している。さらに図中の式のように右上のIILインバーターによって反転され、結果として2入力ORゲートを形成する。

IIL回路の核心は、エミッタ接地オープンコレクタインバーターである。一般的にインバーター（NOTゲート）は、接地したエミッタと電流源から来る順方向電流でバイアスされたベースを伴ったNPNトランジスタで構成される。ベースが入力であり、電流シンク（Lレベル）、あるいはハイインピーダンスフロート状態（Hレベル）のどちらかがベースに供給される。インバーターの出力は、コレクタである。同様にコレクタは、電流シンク状態（Lレベル）あるいは、ハイインピーダンスフロート状態（Hレベル）のどちらかである。
Direct-coupled transistor logic (DCTL)と同じようにNPNトランジスタの出力（コレクタ）と次のトランジスタの入力（ベース）の間に抵抗がない。
IILインバーターがどのように動作するのかを理解するために電流の流れを理解する必要がある。
もしもベースのバイアス電流が入力に接続された別のIILインバーターのグラウンド（Lレベル）に分流されているならば、トランジスタはOFFし、コレクタはフロート状態（Hレベル）になる。もしも入力に接続された別のIILインバーターの出力がハイインピーダンス（Hレベル）なのでバイアス電流が分流されていないならば、バイアス電流はベースからトランジスタを通ってエミッターに流れ、トランジスタはスイッチングしてONになり、コレクタは電流を流すことができる（Lレベル）。インバーターの出力は、電流を流すことはできるが、電流を供給することはできないので、ワイヤードANDゲートを形成するために複数のインバーターの出力を一緒に入力に接続しても安全である。
2つのインバーター出力を一緒に結線すると、結果として2入力NORゲートとなる。なぜなら、(NOT A) AND (NOT B)は、NOT (A OR B)と等価だからである（ド・モルガンの法則による）。最終的にNORゲートの出力は図の右上のIILインバーターによって反転されるので、結果として2入力ORゲートとなる。
トランジスタ内部の寄生容量が原因で、インバータートランジスタのベースにより大きな電流が流れることは、スイッチング速度が速くなるという結果になる（電流源によって寄生容量の充電が速くなる）。そして、IILのロジックレベルHとLの間の電位差は、他のバイポーラトランジスタを使ったロジック・ファミリよりも小さくなる（3.3〜5Vではなく約0.5V程度）ので、寄生容量を充放電することによって生じる損失は、最小化される。

## 使用例
IILは、集積回路上に構築することが比較的容易である。そして、モトローラ（その半導体部門はフリースケールとしてスピンアウトし、現在はNXPセミコンダクターズに吸収された）とテキサス・インスツルメンツのような企業によるCMOSロジックの登場以前に広く使われていた。1975年にシンクレア・ラジオニクスは、最初の消費者向けデジタル腕時計の1つであるBlack Watchを発売した。Black WatchはIILを使っていた。1976年に発売されたテキサス・インスツルメンツのSBP0400 CPUはIILを使っていた。1970年代後期にRCAは、CA3162という3桁精度のADコンバーター集積回路にIILを使った。1979年にヒューレット・パッカードは、低消費電力、高密度実装のためにIILを使ったカスタムLSIチップを搭載した周波数測定器HP 5315A/Bを発売した。バッテリー動作によって携帯可能であった。さらに高速動作が必要な部分に emitter function logic (EFL) 回路も使用した。